# Xã Missouri, Quận Nevada, Arkansas
Xã Missouri (tiếng Anh: Missouri Township) là một xã thuộc quận Nevada, tiểu bang Arkansas, Hoa Kỳ. Năm 2010, dân số của xã này là 4.261 người.